# Alyssum masmenaeum
Alyssum masmenaeum är en korsblommig växtart som beskrevs av Pierre Edmond Boissier. Alyssum masmenaeum ingår i släktet stenörter, och familjen korsblommiga växter. Inga underarter finns listade i Catalogue of Life.